# Diecéze Aire et Dax
Diecéze Aire et Dax (lat. Dioecesis Aturensis et Aquae Augustae, franc. Diocèse d'Aire et Dax) je francouzská římskokatolická diecéze. Leží na území departementu Landes, jehož hranice přesně kopíruje. Sídlo biskupství a katedrála se nachází v Dax, konkatedrála ve městě Aire-sur-l'Adour. Diecéze je součástí církevní provincie Bordeaux.
Současným biskupem z Aire et Dax je Mons. Nicolas Jean-Marie Souchu.

## Historie
Diecéze Aire byla založena v 5. století. Diecéze byla zrušena 29. listopadu 1801, na základě konkordátu z roku 1801 a její území bylo včleněno do diecéze Bayonne. Obnovení diecéze proběhlo 6. října 1822. Název diecéze byl změněn na Aire et Dax 3. června 1857, protože došlo k přičlenění území diecéze Dax, která byla také zrušena 29. listopadu 1801 (založena byla také v 5. století).
Do 8. prosince 2002 byla diecéze Aire et Dax sufragánem arcidiecéze Auch; po tomto datu spadá pod arcidiecézi Bordeaux (arcidiecéze Auch již není nadále metropolitním arcibiskupstvím).